# Dentalium healyi
Dentalium healyi är en blötdjursart som beskrevs av Steiner och Kabat 2004. Dentalium healyi ingår i släktet Dentalium och familjen Dentaliidae. Inga underarter finns listade i Catalogue of Life.